# Preterism
Preterismul este o viziune creștină escatologică care interpretează profețiile Bibliei, mai ales Daniel și Apocalipsa, ca evenimentele care s-au întâmplat deja în secolul I AD. 
Preterismul consideră că Vechiul Israel își găsește împlinirea în biserica creștină odată cu distrugerea Ierusalimului din anul 70. Termenul preterism provine din latinescul praeter, care apare în dicționarul lui Webster din 1913 ca un prefix care denotă că ceva este trecut sau dincolo, ceea ce înseamnă fie că toate sau majoritatea profețiilor biblice au fost îndeplinite în anul 70. Adepții preterismului sunt denumiți preteriști. 
Preterismul este o variantă a escatologiei creștine care susține că cele mai multe sau toate profețiile biblice cu privire la sfârșitul vremurilor se referă la evenimente care s-au întâmplat deja în primul secol după nașterea lui Hristos.